# Депортиво Купсол
«Депортиво Купсол» (исп. Deportivo Coopsol) — футбольный клуб из перуанского города Лима, регион Лима. Он был основан 10 января 2004 года и участвует во Втором дивизионе чемпионата по футболу в Перу. Команда играет в городе Чанкай.

## История
10 января 2004 года команда, которая тогда называлась Deportivo Aviación, была поглощена Coopsol Group и стала известна под названием Aviación-Coopsol, а также стала использовать герб и цвета этого клуба. В том же году она заняла второе место во Втором дивизионе Перу и сумела выйти в 1/8 финала Кубка Перу, когда выбыл из игры Клуб Атлетико Минеро.
В середине мая 2009 года команда официально сменила название на Deportivo Coopsol.
В 2012 году она впервые заняла второе место, проиграв Pacific FC. В том же сезоне она изменила цвет формы с традиционного красного на жёлтый, сохранив красный цвет в альтернативной форме.
В 2014 году команда снова заняла второе место во втором дивизионе, проиграв Депортиво Мунисипаль.
В 2015 году Coopsol Group решила обновиться и начала со своего герба, который также был передан футбольной команде и состоит из дизайна, похожего на солнце, образованного геометрическими фигурами.

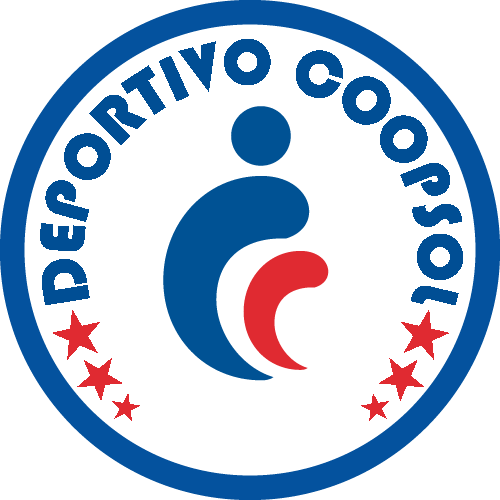
2004-2015

### Спад в сезонах второго дивизиона 2015
После того, как команда заняла второе место, она считалась одним из фаворитов на подъем в 2015 году. Чтобы провести кампанию во Втором дивизионе страны более успешно, команда укрепилась наилучшим образом с сохранением базы игроков. Однако команда потеряла драгоценные очки командам в середине таблицы, в результате чего заняла только 4-е место.
В 2016 году она не оправдала ожиданий, начав с громкой победы над Сьенсиано со счетом 0:3 в Куско, что стало кульминацией сезона, так как в предыдущем сезоне она потеряла локальные очки, но в итоге оказавшись на 5-й позиции.
2017 год ознаменовался сезоном ничьих, в котором по итогам сезона команда заняла 8-е место.
В сезоне 2018 года был новый формат, и клубу нужно было попасть в топ-8. Однако Депортиво Купсол выступили не очень хорошо, после того, как плохо начали и изо всех сил пытались покинуть зону вылета, на втором этапе им удалось восстановиться, отвоевав самую крупную победу в своей истории над Вилли Серрато со счетом 0:8. По итогам чемпионата клубу удалось занять 9-е место в турнире.
В 2019 году чемпионат второго дивизиона был переименован в Лигу 2 с сохранением того же формата, что и в прошлом году. «Жёлтая подлодка» начал с громкого поражения от Сьенсиано со счетом 5:2, а спустя два тура сменил тренера на Франсиско Мельгара. С этого момента команда развернулась и подошла к концу первого тура на 7-м месте. С другой стороны, она дебютировала на Кубке двухсотлетия 2019 года, попав в группу с Университарио, Унион Уараль и Карлос Маннуччи. Это стало самым большим сюрпризом этих соревнований. Депортиво Купсол заняла первое место в своей группе и зафиксировала победу над Университарио со счетом 3:0. После квалификации в 1/8 финала команда обыграла Универсидад Сан-Мартин с 5 до 3 по пенальти. В четвертьфинале снова встретились с «Университарио» и снова выиграли по пенальти, выйдя таким образом в полуфинал турнира. На этом этапе они встретились с будущим чемпионом Атлетико Грау и проиграли со счетом 1:3.
В 2020 году Купсол провела слабую кампанию во втором дивизионе и финишировала на восьмом месте из десяти участников, далеко от квалификационных позиций в плей-офф чемпионата и продемонстрировав худшую атаку.

## Униформа
С момента основания «Club Deportivo Aviación», форма Deportivo Coopsol всегда сохраняла красный цвет в качестве исходного и желтый в качестве альтернативы. Однако, начиная с 2013 года, руководство команды решило изменить цвета, чтобы больше идентифицировать себя с Чанкеем.
Домашняя форма: желтая футболка, черные шорты, желтые гольфы.
 Альтернативная форма: красная футболка, красные шорты, красные гольфы.

## Стадион
Будучи командой, основаной коммерческой организацией, Купсол уже играла на трёх стадионах.
| Год             | Город   | Стадион                                                    |
| --------------- | ------- | ---------------------------------------------------------- |
| 2004-2008       | Кальяо  | Стадион Мигель Грау (Estádio Miguel Grau)                  |
| 2018            | Каньете | Стадион Роберто Яньес (Estadio Roberto Yáñez)              |
| 2009-2017       | Чанкай  | Стадион Ромуло Шау Сиснерос (Estadio Rómulo Shaw Cisneros) |
| 2019-Обновление | Чанкай  | Стадион Ромуло Шау Сиснерос (Estadio Rómulo Shaw Cisneros) |